# کاناتا ساوت وارد
کاناتا ساوت وارد (انگلیسی: Kanata South Ward) یا بخش بیست و سه یک بخش شهرداری در اتاوا، انتاریو، کانادا است.